# Badminton ai Giochi della XXXII Olimpiade - Doppio misto
Le gare del doppio misto di badminton alle Olimpiadi 2020 si sono svolte dal 24 al 30 luglio 2021 alla Musashino Forest Sport Plaza.
La medaglia olimpica d'oro è stata vinta dalla coppia cinese Wang Yilyu e Huang Dongping.

## Formato
Le gare hanno avuto inizio con un turno preliminare: gli atleti sono stati divisi in gruppi e ognuno ha sfidato gli avversari del gruppo. I 16 vincitori hanno avuto accesso alla fase a eliminazione diretta.

## Teste di serie
1. Zheng Siwei / Huang Yaqiong
2. Wang Yilyu / Huang Dongping

1. Dechapol Puavaranukroh / Sapsiree Taerattanachai
2. Praveen Jordan / Melati Daeva Oktavianti

## Risultati

### Fase a gruppi

#### Gruppo A
| Squadra                         | Pt | G | V | P | SV | SP |
| ------------------------------- | -- | - | - | - | -- | -- |
| Zheng Siwei / Huang Yaqiong     | 3  | 3 | 3 | 0 | 6  | 0  |
| Seo Seung-jae / Chae Yoo-jung   | 2  | 3 | 2 | 1 | 4  | 3  |
| Robin Tabeling / Selena Piek    | 1  | 3 | 1 | 2 | 3  | 4  |
| Adham Hatem Elgamal / Doha Hany | 0  | 3 | 0 | 3 | 0  | 6  |

| Squadra 1                     | Punteggio        | Squadra 2                       |
| 24 luglio, 10:20              | 24 luglio, 10:20 | 24 luglio, 10:20                |
| ----------------------------- | ---------------- | ------------------------------- |
| Zheng Siwei / Huang Yaqiong   | 2 - 0            | Adham Hatem Elgamal / Doha Hany |
| 24 luglio, 10:20              |                  |                                 |
| Seo Seung-jae / Chae Yoo-jung | 2 - 1            | Robin Tabeling / Selena Piek    |
| 25 luglio, 14:00              |                  |                                 |
| Zheng Siwei / Huang Yaqiong   | 2 - 0            | Robin Tabeling / Selena Piek    |
| 25 luglio, 18:00              |                  |                                 |
| Seo Seung-jae / Chae Yoo-jung | 2 - 0            | Adham Hatem Elgamal / Doha Hany |
| 26 luglio, 10:40              |                  |                                 |
| Robin Tabeling / Selena Piek  | 2 - 0            | Adham Hatem Elgamal / Doha Hany |
| 26 luglio, 12:40              |                  |                                 |
| Zheng Siwei / Huang Yaqiong   | 2 - 0            | Seo Seung-jae / Chae Yoo-jung   |

#### Gruppo B
| Squadra                                          | Pt | G | V | P | SV | SP |
| ------------------------------------------------ | -- | - | - | - | -- | -- |
| Marcus Ellis / Lauren Smith                      | 3  | 3 | 3 | 0 | 6  | 0  |
| Dechapol Puavaranukroh / Sapsiree Taerattanachai | 2  | 3 | 2 | 1 | 4  | 2  |
| Thom Gicquel / Delphine Delrue                   | 1  | 3 | 1 | 2 | 2  | 4  |
| Joshua Hurlburt-Yu / Josephine Wu                | 0  | 3 | 0 | 3 | 0  | 6  |

| Squadra 1                                        | Punteggio        | Squadra 2                         |
| 24 luglio, 09:40                                 | 24 luglio, 09:40 | 24 luglio, 09:40                  |
| ------------------------------------------------ | ---------------- | --------------------------------- |
| Marcus Ellis / Lauren Smith                      | 2 - 0            | Thom Gicquel / Delphine Delrue    |
| 24 luglio, 18:40                                 |                  |                                   |
| Dechapol Puavaranukroh / Sapsiree Taerattanachai | 2 - 0            | Joshua Hurlburt-Yu / Josephine Wu |
| 25 luglio, 12:00                                 |                  |                                   |
| Dechapol Puavaranukroh / Sapsiree Taerattanachai | 2 - 0            | Thom Gicquel / Delphine Delrue    |
| 25 luglio, 19:20                                 |                  |                                   |
| Marcus Ellis / Lauren Smith                      | 2 - 0            | Joshua Hurlburt-Yu / Josephine Wu |
| 26 luglio, 12:00                                 |                  |                                   |
| Dechapol Puavaranukroh / Sapsiree Taerattanachai | 0 - 2            | Marcus Ellis / Lauren Smith       |
| 26 luglio, 13:20                                 |                  |                                   |
| Thom Gicquel / Delphine Delrue                   | 2 - 0            | Joshua Hurlburt-Yu / Josephine Wu |

#### Gruppo C
| Squadra                                  | Pt | G | V | P | SV | SP |
| ---------------------------------------- | -- | - | - | - | -- | -- |
| Yūta Watanabe / Arisa Higashino          | 3  | 3 | 3 | 0 | 6  | 1  |
| Praveen Jordan / Melati Daeva Oktavianti | 2  | 3 | 2 | 1 | 4  | 3  |
| Mathias Christiansen / Alexandra Bøje    | 1  | 3 | 1 | 2 | 3  | 4  |
| Simon Leung / Gronya Somerville          | 0  | 3 | 0 | 3 | 1  | 6  |

| Squadra 1                                | Punteggio        | Squadra 2                             |
| 24 luglio, 09:00                         | 24 luglio, 09:00 | 24 luglio, 09:00                      |
| ---------------------------------------- | ---------------- | ------------------------------------- |
| Yūta Watanabe / Arisa Higashino          | 2 - 1            | Mathias Christiansen / Alexandra Bøje |
| 24 luglio, 11:40                         |                  |                                       |
| Praveen Jordan / Melati Daeva Oktavianti | 2 - 1            | Simon Leung / Gronya Somerville       |
| 25 luglio, 13:20                         |                  |                                       |
| Praveen Jordan / Melati Daeva Oktavianti | 2 - 0            | Mathias Christiansen / Alexandra Bøje |
| 25 luglio, 18:40                         |                  |                                       |
| Yūta Watanabe / Arisa Higashino          | 2 - 0            | Simon Leung / Gronya Somerville       |
| 26 luglio, 10:40                         |                  |                                       |
| Praveen Jordan / Melati Daeva Oktavianti | 0 - 2            | Yūta Watanabe / Arisa Higashino       |
| 26 luglio, 13:20                         |                  |                                       |
| Mathias Christiansen / Alexandra Bøje    | 2 - 0            | Simon Leung / Gronya Somerville       |

#### Gruppo D
| Squadra                         | Pt | G | V | P | SV | SP |
| ------------------------------- | -- | - | - | - | -- | -- |
| Wang Yilyu / Huang Dongping     | 3  | 3 | 3 | 0 | 6  | 0  |
| Tang Chun Man / Tse Ying Suet   | 2  | 3 | 2 | 1 | 4  | 4  |
| Mark Lamsfuß / Isabel Herttrich | 1  | 3 | 1 | 2 | 3  | 4  |
| Chan Peng Soon / Goh Liu Ying   | 0  | 3 | 0 | 3 | 1  | 6  |

| Squadra 1                     | Punteggio        | Squadra 2                       |
| 24 luglio, 12:20              | 24 luglio, 12:20 | 24 luglio, 12:20                |
| ----------------------------- | ---------------- | ------------------------------- |
| Wang Yilyu / Huang Dongping   | 2 - 0            | Mark Lamsfuß / Isabel Herttrich |
| 24 luglio, 19:20              |                  |                                 |
| Chan Peng Soon / Goh Liu Ying | 1 - 2            | Tang Chun Man / Tse Ying Suet   |
| 25 luglio, 11:20              |                  |                                 |
| Chan Peng Soon / Goh Liu Ying | 0 - 2            | Mark Lamsfuß / Isabel Herttrich |
| 25 luglio, 12:00              |                  |                                 |
| Wang Yilyu / Huang Dongping   | 2 - 0            | Tang Chun Man / Tse Ying Suet   |
| 26 luglio, 12:00              |                  |                                 |
| Tang Chun Man / Tse Ying Suet | 2 - 1            | Mark Lamsfuß / Isabel Herttrich |
| 26 luglio, 18:40              |                  |                                 |
| Wang Yilyu / Huang Dongping   | 2 - 0            | Chan Peng Soon / Goh Liu Ying   |

### Fase ad eliminazione diretta
|  | Quarti di finale | Quarti di finale                               | Quarti di finale            | Quarti di finale          | Quarti di finale |                           |                             | Semifinali                    | Semifinali                | Semifinali                | Semifinali                | Semifinali                |                           |                           | Finale Medaglia d'Oro     | Finale Medaglia d'Oro         | Finale Medaglia d'Oro | Finale Medaglia d'Oro | Finale Medaglia d'Oro |
|  |                  |                                                |                             |                           |                  |                           |                             |                               |                           |                           |                           |                           |                           |                           |                           |                               |                       |                       |                       |
|  | A1               | Zheng Siwei Huang Yaqiong                      | 21                          | 21                        |                  |                           |                             |                               |                           |                           |                           |                           |                           |                           |                           |                               |                       |                       |                       |
|  |                  | Praveen Jordan Melati Daeva Oktavianti         | 17                          | 15                        |                  |                           |                             |                               |                           |                           |                           |                           |                           |                           |                           |                               |                       |                       |                       |
|  |                  | Praveen Jordan Melati Daeva Oktavianti         | 17                          | 15                        | A1               | Zheng Siwei Huang Yaqiong | 21                          | 21                            |                           |                           |                           |                           |                           |                           |                           |                               |                       |                       |                       |
|  |                  |                                                |                             |                           |                  | Zheng Siwei Huang Yaqiong | 21                          | 21                            |                           |                           |                           |                           |                           |                           |                           |                               |                       |                       |                       |
|  |                  |                                                | Tang Chun Man Tse Ying Suet | 16                        | 12               |                           |                             |                               |                           |                           |                           |                           |                           |                           |                           |                               |                       |                       |                       |
|  | B1               | Marcus Ellis Lauren Smith                      | Tang Chun Man Tse Ying Suet | 16                        | 12               | 13                        | 18                          |                               |                           |                           |                           |                           |                           |                           |                           |                               |                       |                       |                       |
|  | B1               | Marcus Ellis Lauren Smith                      |                             |                           |                  | 13                        | 18                          |                               |                           |                           |                           |                           |                           |                           |                           |                               |                       |                       |                       |
|  |                  | Tang Chun Man Tse Ying Suet                    | 21                          | 21                        |                  |                           |                             |                               |                           |                           |                           |                           |                           |                           |                           |                               |                       |                       |                       |
|  |                  |                                                |                             |                           |                  |                           |                             |                               |                           |                           |                           |                           |                           |                           | A1                        | Zheng Siwei Huang Yaqiong     | 17                    | 21                    | 19                    |
|  |                  |                                                | D1                          | Wang Yilyu Huang Dongping | 21               | 17                        | 21                          |                               |                           |                           |                           |                           |                           |                           |                           |                               |                       |                       |                       |
|  |                  | Dechapol Puavaranukroh Sapsiree Taerattanachai | 21                          | 16                        | 14               |                           |                             |                               |                           |                           |                           |                           |                           |                           |                           |                               |                       |                       |                       |
|  | C1               | Yūta Watanabe Arisa Higashino                  | 15                          | 21                        | 21               |                           |                             |                               |                           |                           |                           |                           |                           |                           |                           |                               |                       |                       |                       |
|  | C1               | Yūta Watanabe Arisa Higashino                  | 15                          | 21                        | 21               |                           | C1                          | Yūta Watanabe Arisa Higashino | 23                        | 15                        | 14                        |                           |                           |                           |                           |                               |                       |                       |                       |
|  |                  |                                                |                             |                           |                  |                           | C1                          | Yūta Watanabe Arisa Higashino | 23                        | 15                        | 14                        |                           |                           |                           |                           |                               |                       |                       |                       |
|  |                  | D1                                             | Wang Yilyu Huang Dongping   | 21                        | 21               | 21                        |                             |                               | Finale Medaglia di Bronzo | Finale Medaglia di Bronzo | Finale Medaglia di Bronzo | Finale Medaglia di Bronzo | Finale Medaglia di Bronzo | Finale Medaglia di Bronzo | Finale Medaglia di Bronzo |                               |                       |                       |                       |
|  |                  | D1                                             | Wang Yilyu Huang Dongping   | 21                        | 21               | 21                        | Seo Seung-jae Chae Yoo-jung | 9                             | Finale Medaglia di Bronzo | Finale Medaglia di Bronzo | Finale Medaglia di Bronzo | Finale Medaglia di Bronzo | Finale Medaglia di Bronzo | Finale Medaglia di Bronzo | Finale Medaglia di Bronzo | 16                            |                       |                       |                       |
|  |                  |                                                |                             |                           |                  |                           | Seo Seung-jae Chae Yoo-jung | 9                             |                           |                           |                           |                           |                           |                           |                           | 16                            |                       |                       |                       |
|  | D1               | Wang Yilyu Huang Dongping                      | 21                          | 21                        |                  |                           |                             |                               |                           |                           |                           |                           |                           |                           |                           | Tang Chun Man Tse Ying Suet   | 17                    | 21                    |                       |
|  |                  |                                                |                             |                           |                  |                           |                             |                               |                           |                           |                           |                           |                           |                           | C1                        | Yūta Watanabe Arisa Higashino | 21                    | 23                    |                       |

## Medagliere
| Evento       | Oro                            | Argento                        | Bronzo                                 |
| Doppio misto | Cina Wang Yilyu Huang Dongping | Cina Zheng Siwei Huang Yaqiong | Giappone Yūta Watanabe Arisa Higashino |